# Pütürge
Pütürge là một huyện thuộc tỉnh Malatya, Thổ Nhĩ Kỳ. Huyện có diện tích 1039 km² và dân số thời điểm năm 2007 là 22810 người, mật độ 22 người/km².